# G400シリーズ

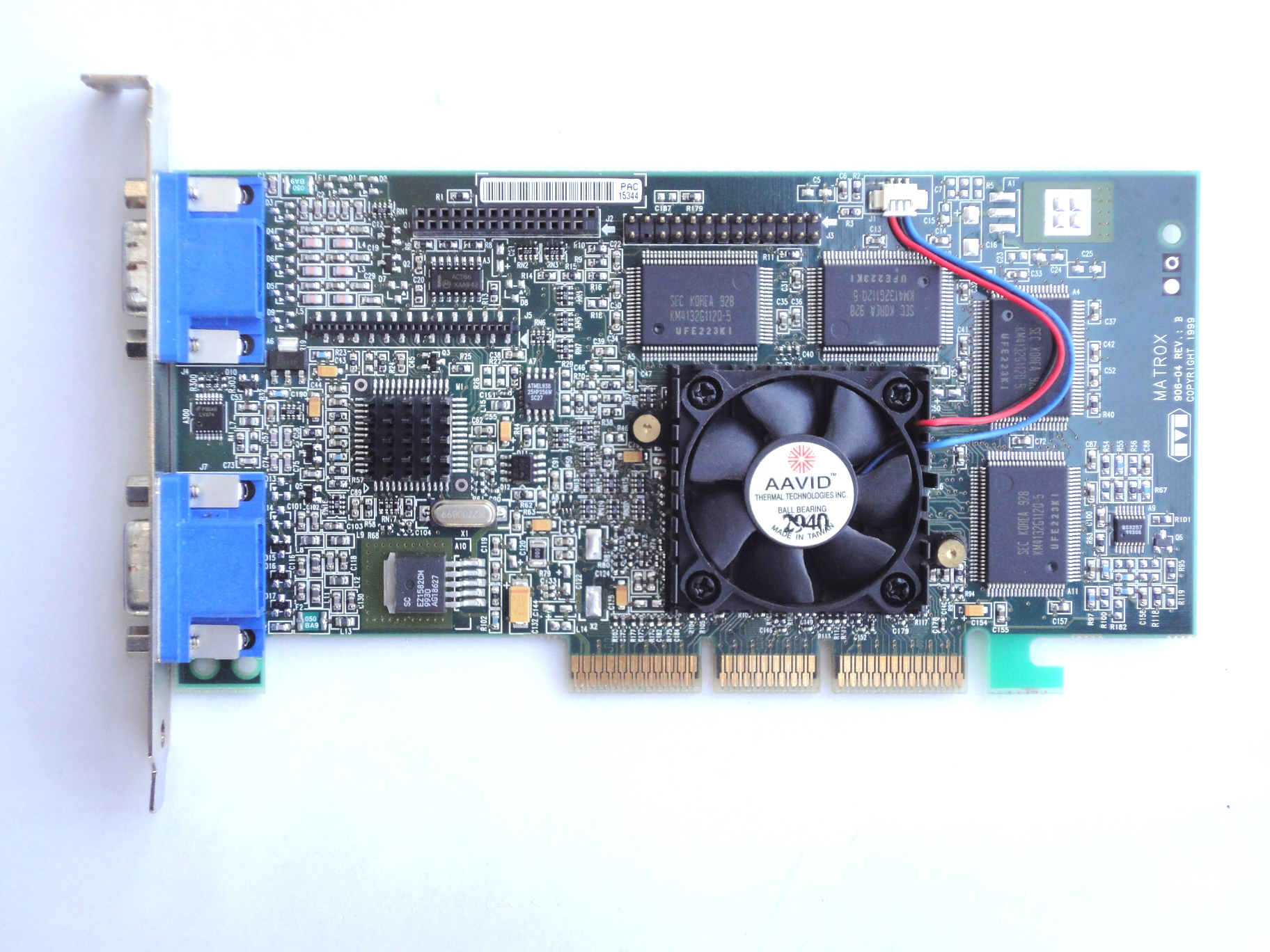
Millennium G400 MAX

G400はカナダのMatrox社が製造していたグラフィックチップである。
1999年に発表されたMGA-G400をはじめ、同製品をベースに開発されたMGA-G450、MGA-G550も本項で取り扱う。
なお、本シリーズはチップ名が搭載製品名に冠されている為、「G400」と言った場合どちらも指す場合がある。本項では区別するため、「MGA-G400」とした場合はチップを指し、「G400」とした場合は搭載製品を指すこととする。

## MGA-G400

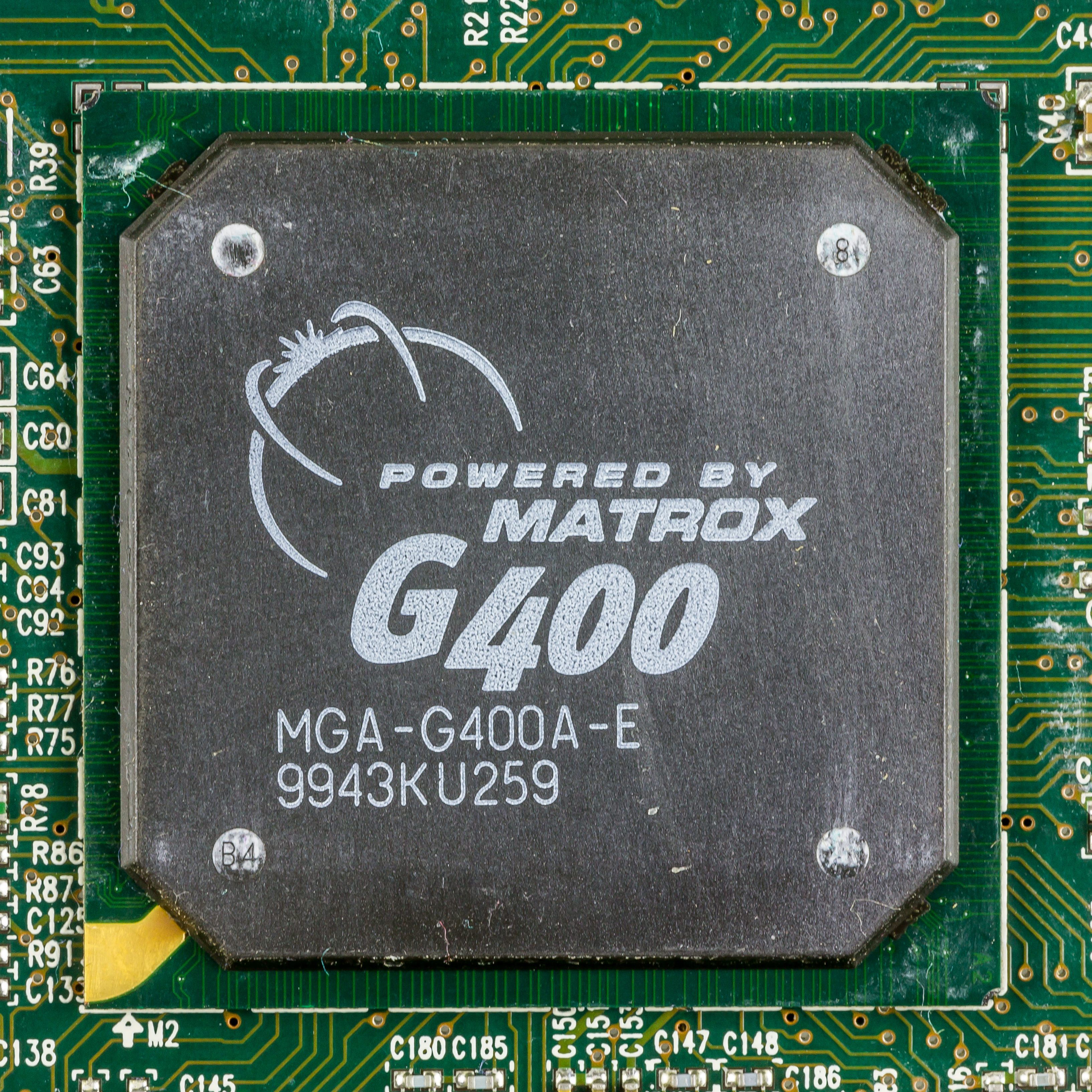
後期の一部製品ではチップ上に'+'の刻印を追加したものが存在する。

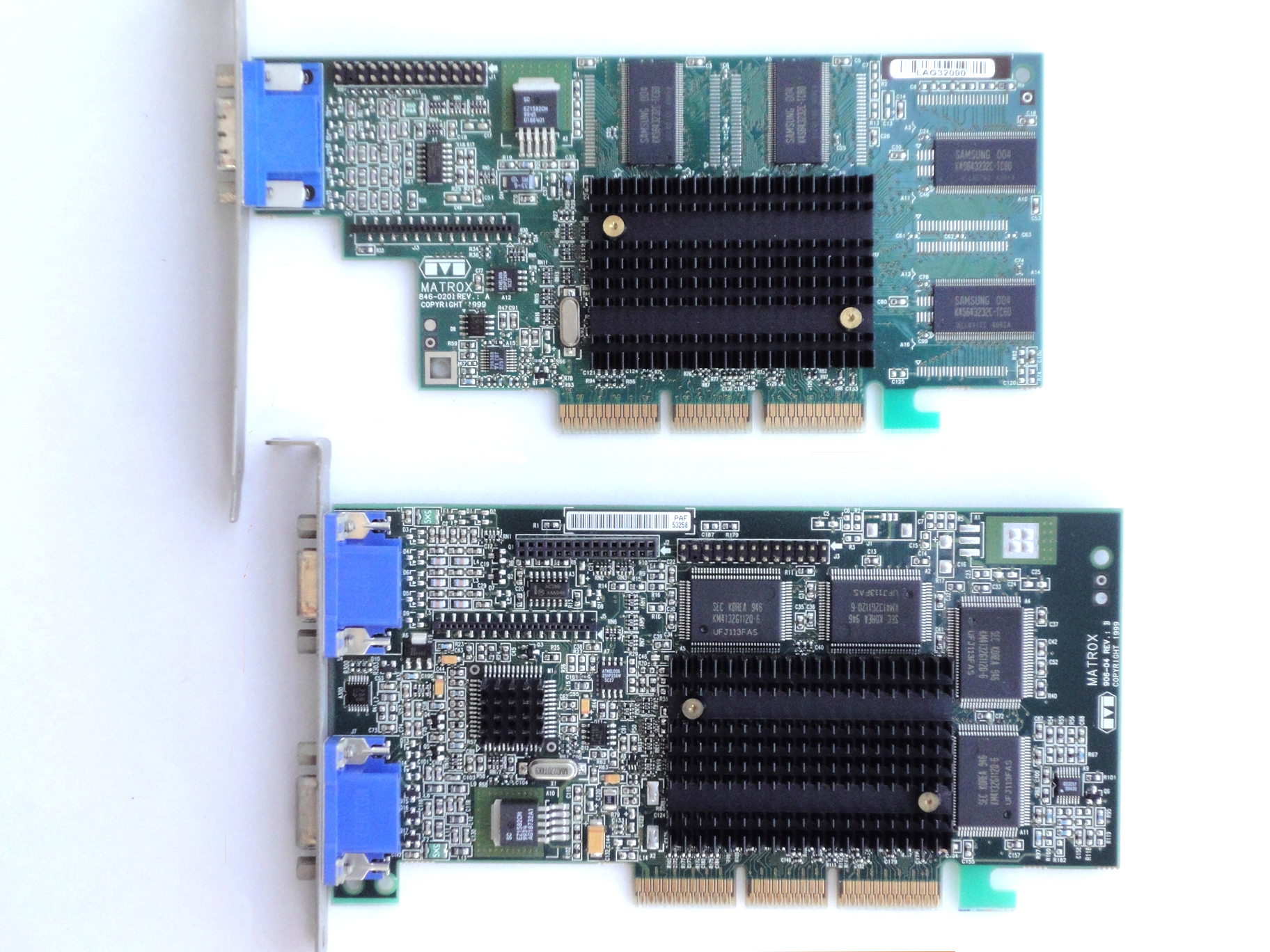
Millennium G400 SingleHeadとDualHead

同社初のコンシューマ向けグラフィック製品となるMillennium(ミレニアム)以来、Matrox社の製品は高速かつ視認性に優れる画質として、高い評価を得てきた。
しかしOpenGL、DirectXなどの3D処理が一般化し、かつ他社製品の2D性能の底上げが行われてくる中で、3D処理能力で及ばないMatrox製品は徐々に時代遅れになっていった。
この状況を挽回すべく従来の同社製品より飛躍的に3D性能を高めて投入されたのがMGA-G400である。
0.25μmのプロセスルールで製造され、前作のMGA-G200より3倍高速という3D処理能力に加え、環境バンプマッピングにハードウェアレベルで対応し表現能力も高まった。
上下で独立した128bitのメモリバスを持ち、当時最新であったAGP 4xにも対応する。
さらに画期的であったのはチップに2系統の画面出力機能に標準対応し、セカンダリRAMDACとビデオ出力エンコーダを兼ねたMGA-TVOチップを搭載することでDual Headと呼ばれるマルチディスプレイ機能を実現したことである。これにより1枚のグラフィックカードでマルチディスプレイを実現することが可能となった。
以降、各社のグラフィックチップでもマルチディスプレイ機能が標準機能となっていく。
目立たないが、G200に引き続きDVI-I出力コネクタ(G400FlatPanel)やキャプチャカード(RainbowRunnerG･RTシリーズ)をオプションで拡張できるよう、基板に様々な汎用拡張コネクタが準備されているのも特徴である。

このシリーズからTV出力機能が標準装備化されたため、長くメディアユース機能の専用シリーズとして親しまれていたMystiqueシリーズは姿を消している。

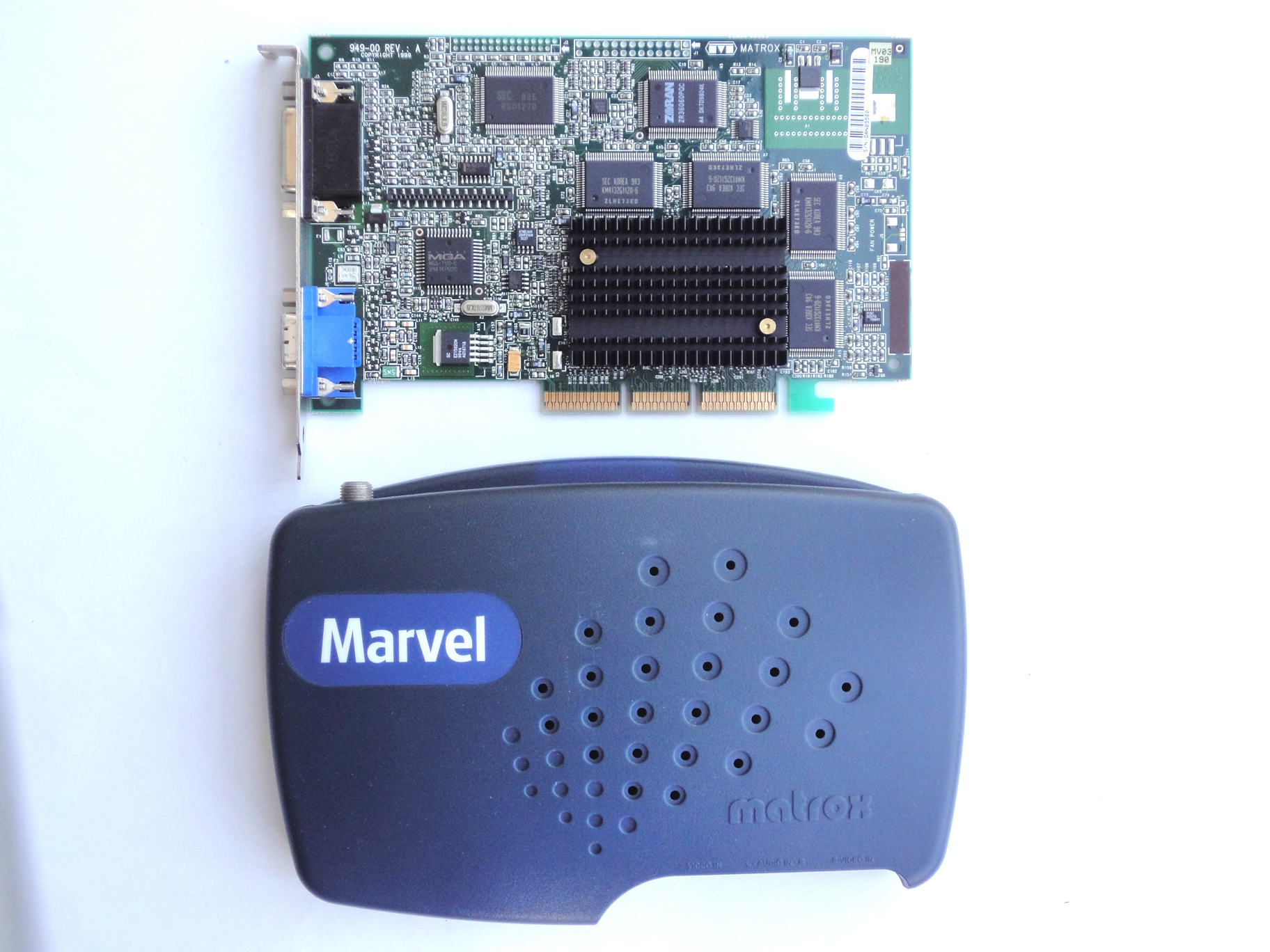
Marvel G400TV

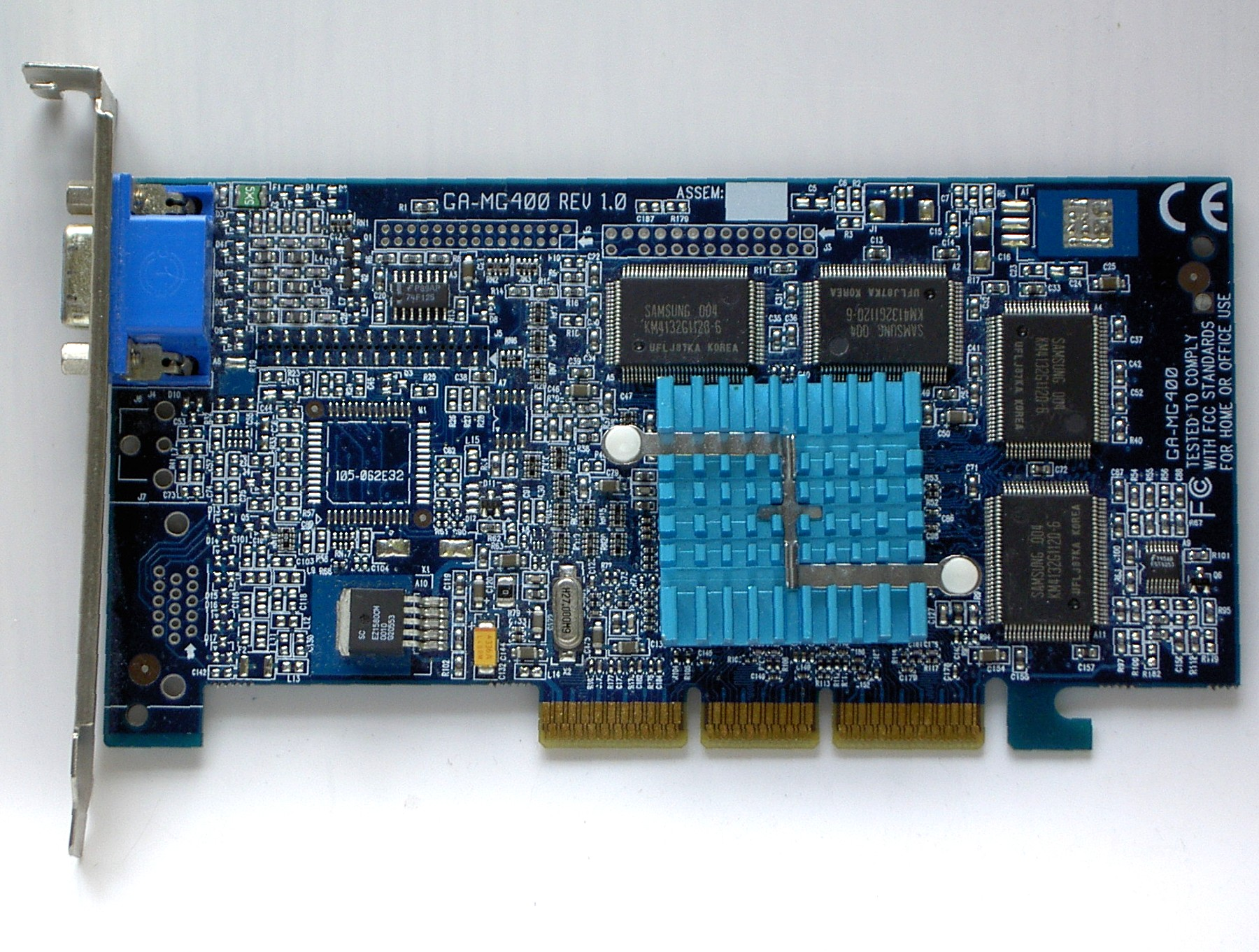
GA-MG400

### Millennium G400シリーズ
Millennium G400
Dsub15出力を1系統搭載する基本モデル。メモリ容量はSGRAMを16MBまたは32MB。SDRAMを搭載した廉価版が存在する。
"SingleHead"または"SH"などと通称される。
基板が階段状の切り欠き形となっており、Rainbow Runner Gの接続コネクタは省略されている。
Millennium G400 DualHead
Dsub15出力を2系統搭載するモデル。メモリ容量はSGRAMを16MBまたは32MB。
Millennium G400 for Mac (ProMax DH-MAX)
DualHead版をベースにPower Mac G4とG4 Cubeに最適化されたMac用DualHeadモデル。メモリ容量はSGRAMを32MB。
Millennium G400 DualHead MAX
DualHead版をベースに高速化されたハイエンドモデル。メモリ容量はSGRAMを32MB。冷却ファン仕様となっている。

### Marvel G400シリーズ

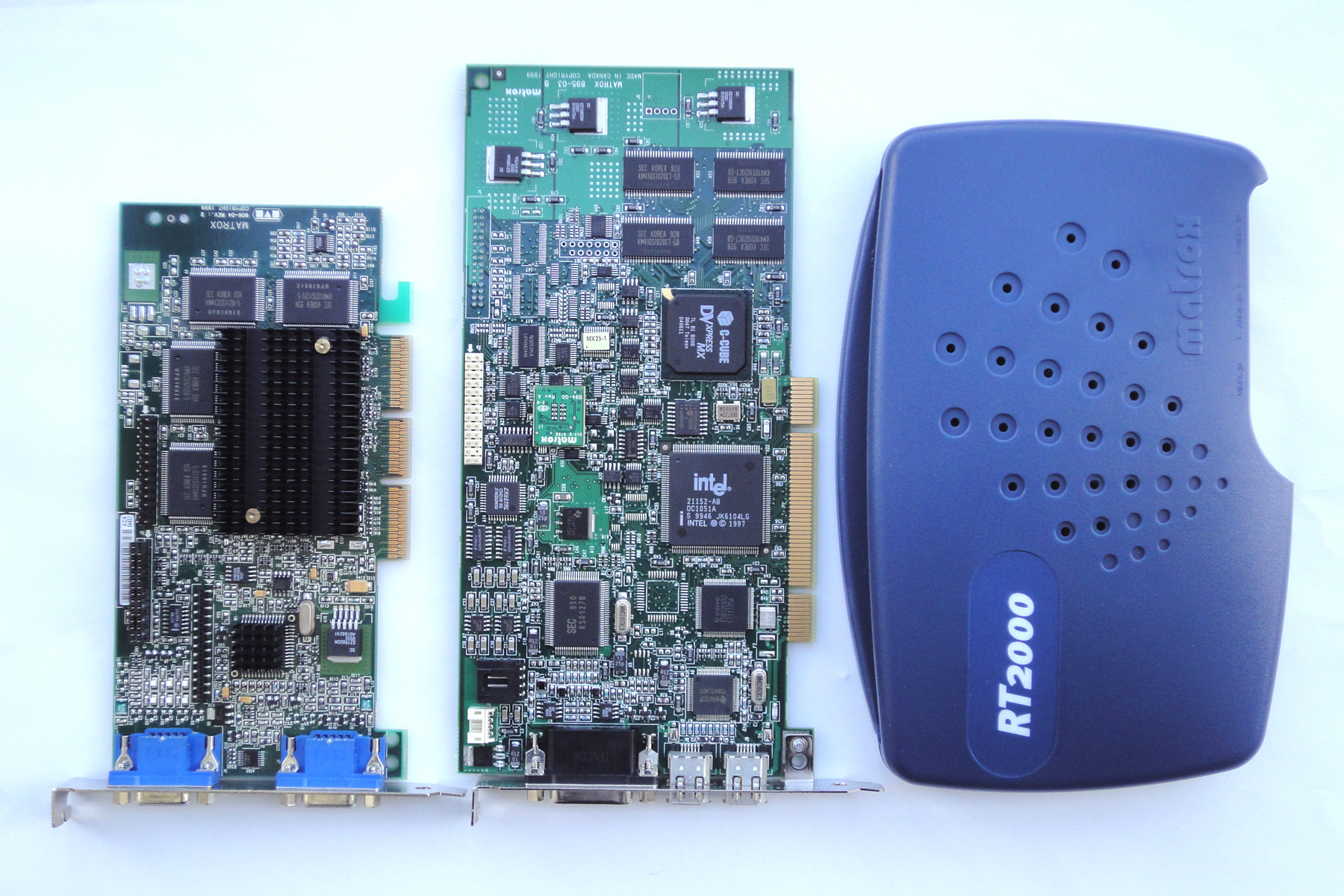
RT2000

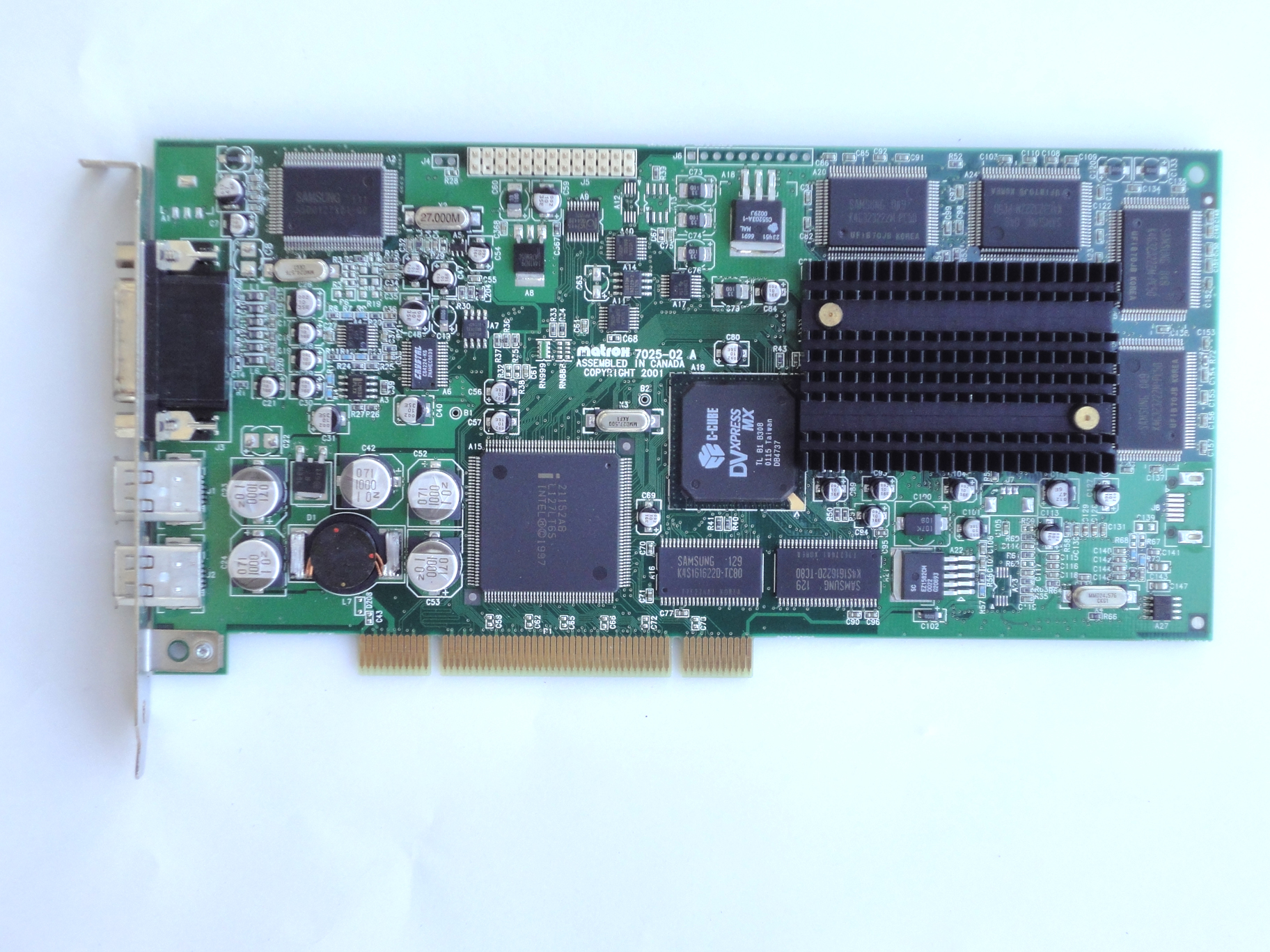
RT2500

Marvel G400TV
ビデオ入力機能とTVチューナー、さらにハードウェアエンコードによるキャプチャ機能を搭載する。セカンダリ出力はTV-OUTのみとなる。メモリ容量はSGRAMを16MB。

### その他の搭載製品
GA-MG400
GIGABYTE社から同社製マザーボード専用オプションとして発売された。VGA BIOSをビデオカードに搭載せず、マザーボードに搭載していたため、他社製のマザーボードでは動作しない仕様となっていた。
sub15出力を1系統搭載する。メモリ容量はSGRAMを16MBまたは32MB。
RT-2000
MatroxVideoが発売したリアルタイム・ノンリニアビデオ編集カード。G400(Flex3D版)という専用の特殊なG400とのセットとなっており、2枚のカードをケーブルで接続してのみ使用できる(他のGPUとの組み合わせ不可)ようになっている。キャプチャカード側にもG400がチップとして使われており、GPU側と合わせG400の2枚構成となっている。
RT-Mac
RT-2000をベースにMatroxVideoとApple社が共同開発したリアルタイム・ノンリニアビデオ編集カード。G400(Flex3D版)とDVキャプチャカードの機能を1枚に収めた高性能なPCIグラフィックカード。
RT-2500
RT-2000の後継機種。RT-2000でGPU側のG400(Flex3D版)が処理していた作業をDVキャプチャカード上のG400チップに移動し、PCIカード1枚だけの構成に変更されている。なお他のGPUとの組み合わせも可能とはなったものの引き続きG400シリーズとの組み合わせが推奨されており、G450の全モデルとG550のPCIe版を除くモデルまでRT-2500との同期用ケーブルコネクタが設けられている。

### 関連製品

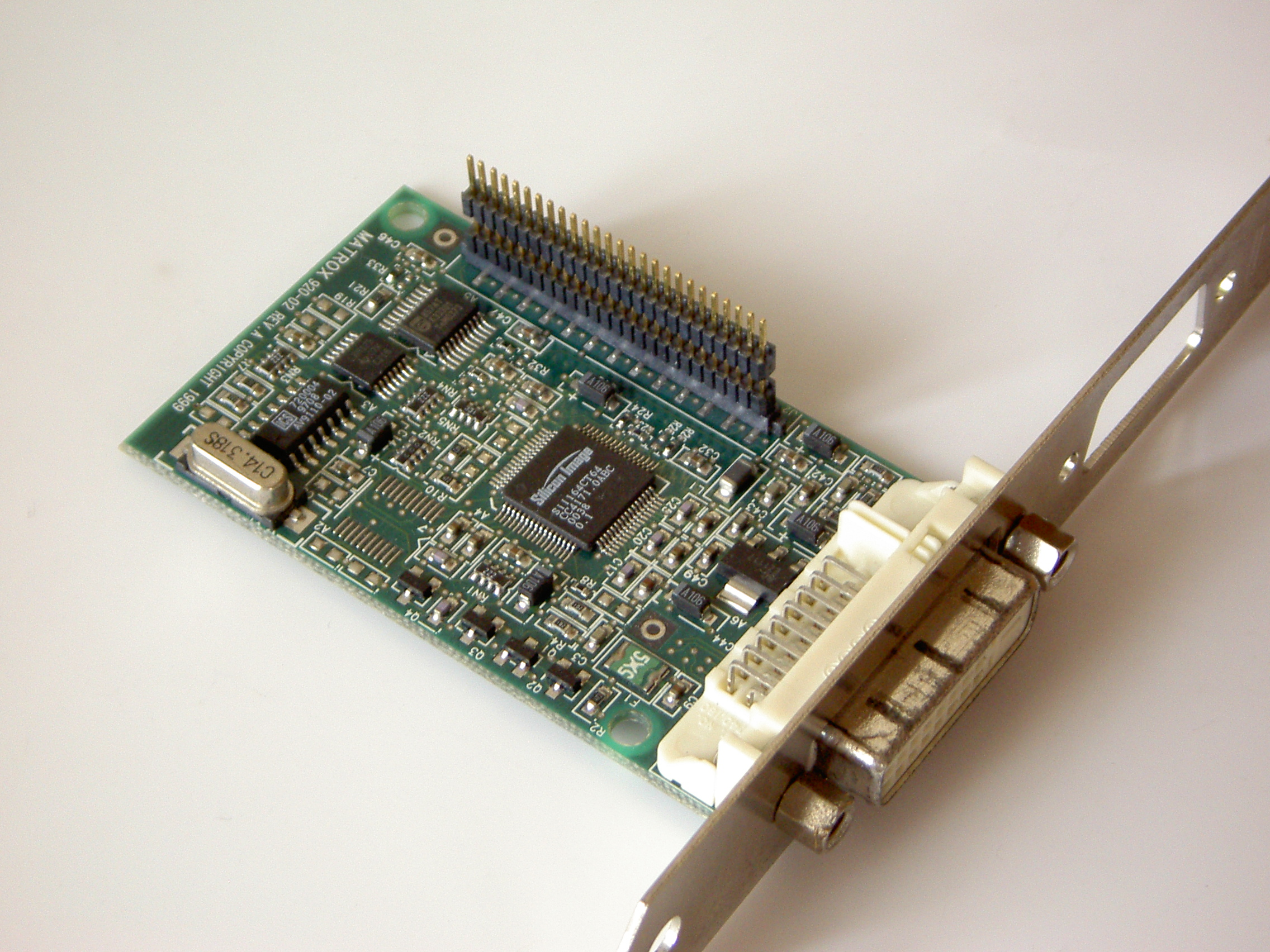
G400 FlatPanel

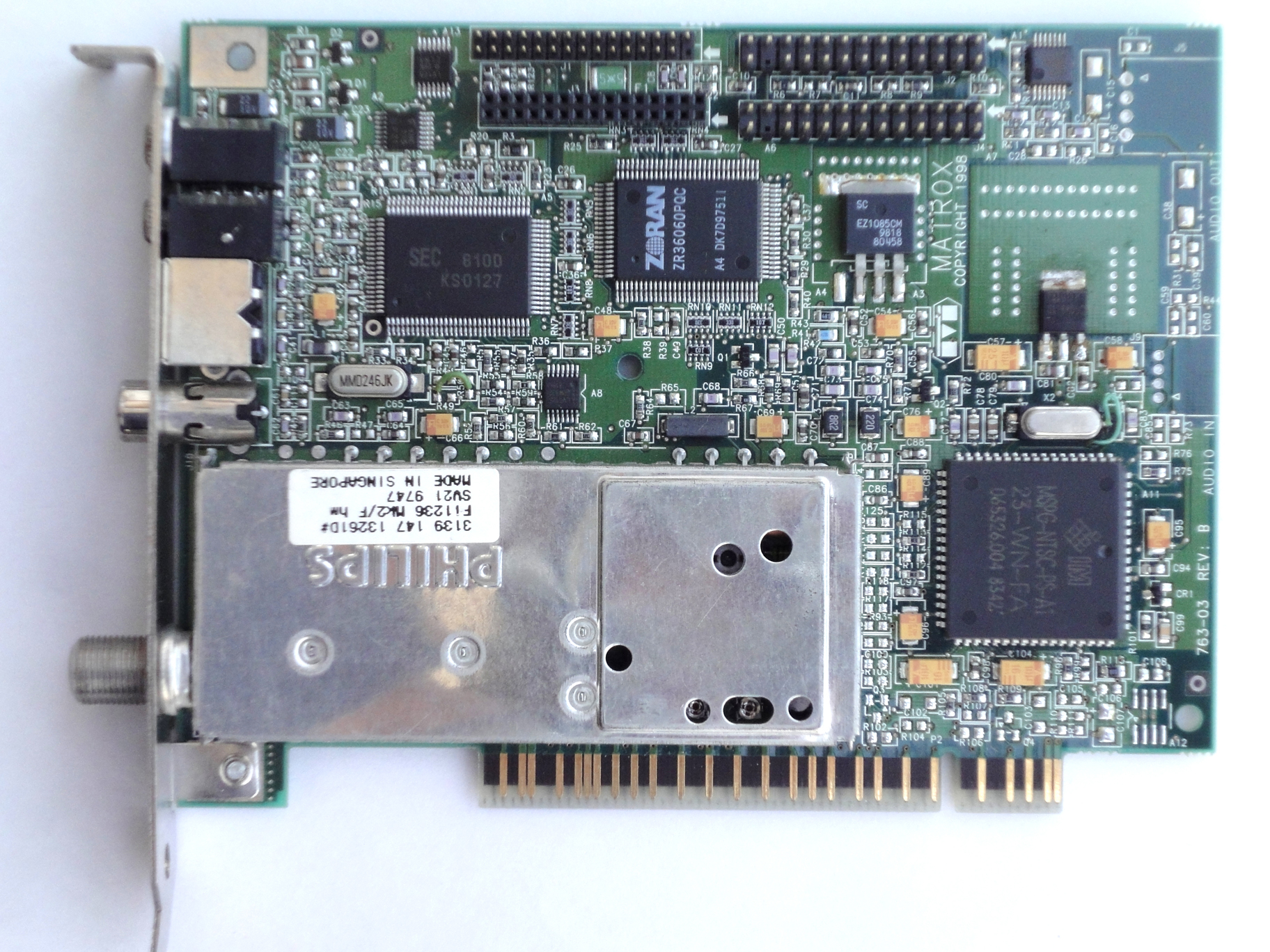
Rainbow Runner G
Millennium-Gシリーズ専用のハードウェアビデオキャプチャ・TVチューナ対応オプションカード(PCI)。Millennium-Gシリーズとケーブルで接続して使用する。Marvel G400TVはG400 DH 16MB版＋Rainbow Runner Gと同等の機能を持ったビデオカード。ただしG400のSingleHead版では接続コネクタが省略されており、DualHead版でしか使用できない。
Millennium G400 Flat Panel
G400にDVI出力をプラスするオプションキット。G400側の接続コネクタと接続して使用できる。SingleHead版ではDsub15端子と並列に配置して1スロット(G550のような形となる)に、DualHead版では上部に重ねて配置し2スロットとして使用する。
Millennium G400 DualHead Add-On Module
G400 SingleHead版をDualHeadにするオプションキット。G400側の接続コネクタと接続して使用できる。装着するとInformationタグではdualhead(add on)となる模様。

### G400のAGP対応について
MGA-G400チップ自体は全てAGP 4xに対応しているが、同製品の出荷当初は同規格に対応したマザーボードが少なく、相性問題を避ける為に初期の製品は基板側でAGP 2xまでに制限されて出荷されている。4xに対応した製品は型番に"4A"が追加されている。

## MGA-G450

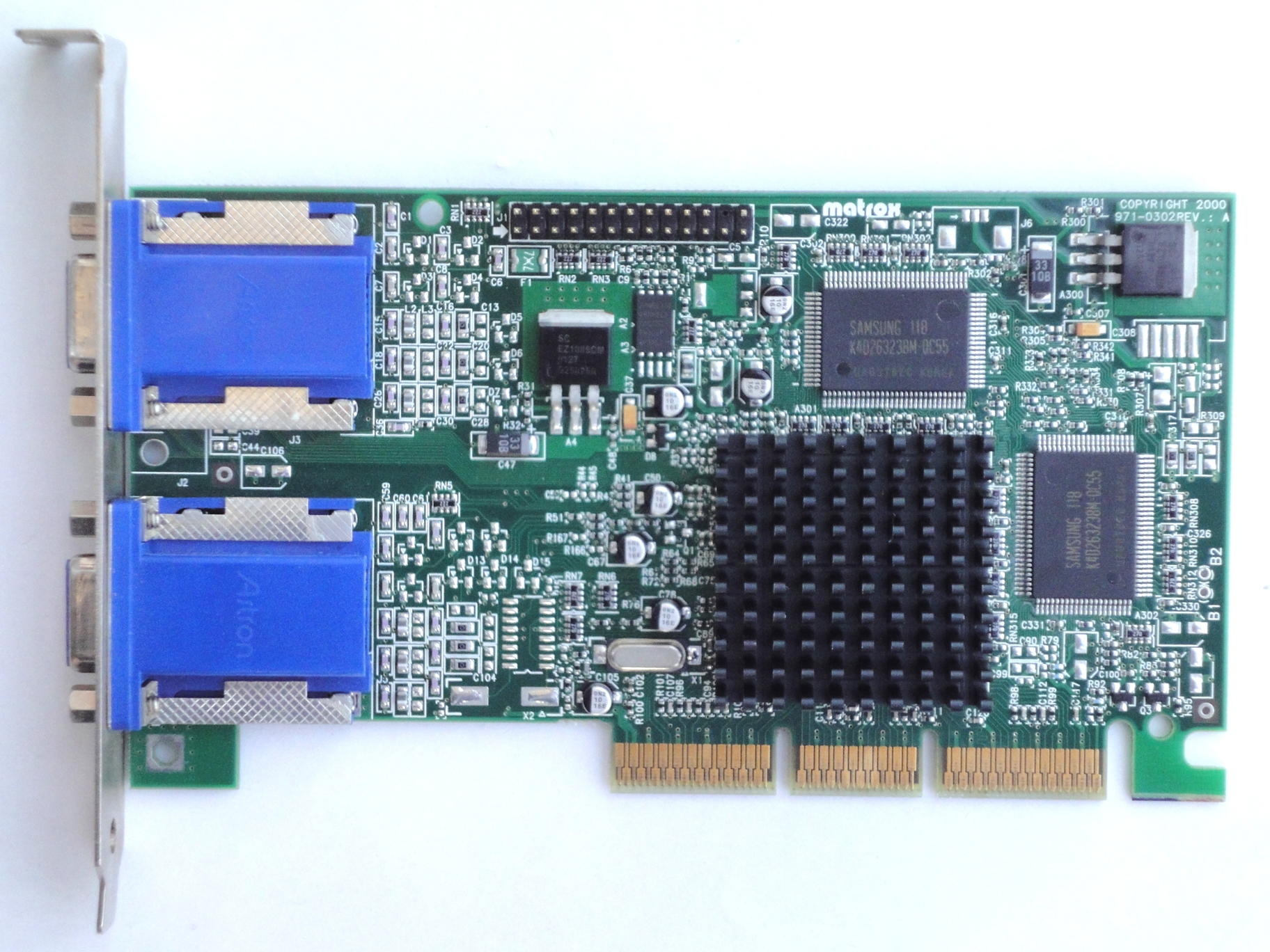
Millennium G450

MGA-G450はMGA-G400の改良版として2000年に発表された。製造プロセスルールが0.18μmに引き下げられ、MGA-G400では別チップとなっていたセカンダリRAMDAC・ビデオ出力エンコーダチップとをTMDSトランスミッタ統合した。これによりMGA-G450のみでDualHead・TV出力および1系統のDVI出力も可能となった。G400で高く評価されたDual Head機能も細かい設定が可能なように改良されている。さらにメモリをDDR-SDRAM対応としたが、メモリバスは64bitに引き下げられた。同社の説明によればMGA-G400と同等の性能を確保できるとのことであったが、実際には若干の性能低下となった。さらにこの時期はNVIDIA社が投入したGeForceシリーズを皮切りに3D性能が再び劇的に向上し始めた時期であり、旧型となったG400にも劣る3D性能を持つ同製品により再び「Matroxは2Dだけ」の評価に逆戻りしてしまう。
反面、優れたマルチモニタ機能と安定性は高く評価され、同製品を搭載したMillennium G450はビジネス用途として長く販売されるベストセラーとなる。
なおコストダウンのため、G400にあった様々な汎用拡張コネクタはRTシリーズとの接続に必要なコネクタ1つを除いて廃止され、これに伴い初代Millenniumシリーズ以来続いていたキャプチャ機能・TVチューナーアドオンのRainbowRunnerシリーズもラインナップから消えることとなった。

### Millennium G450シリーズ

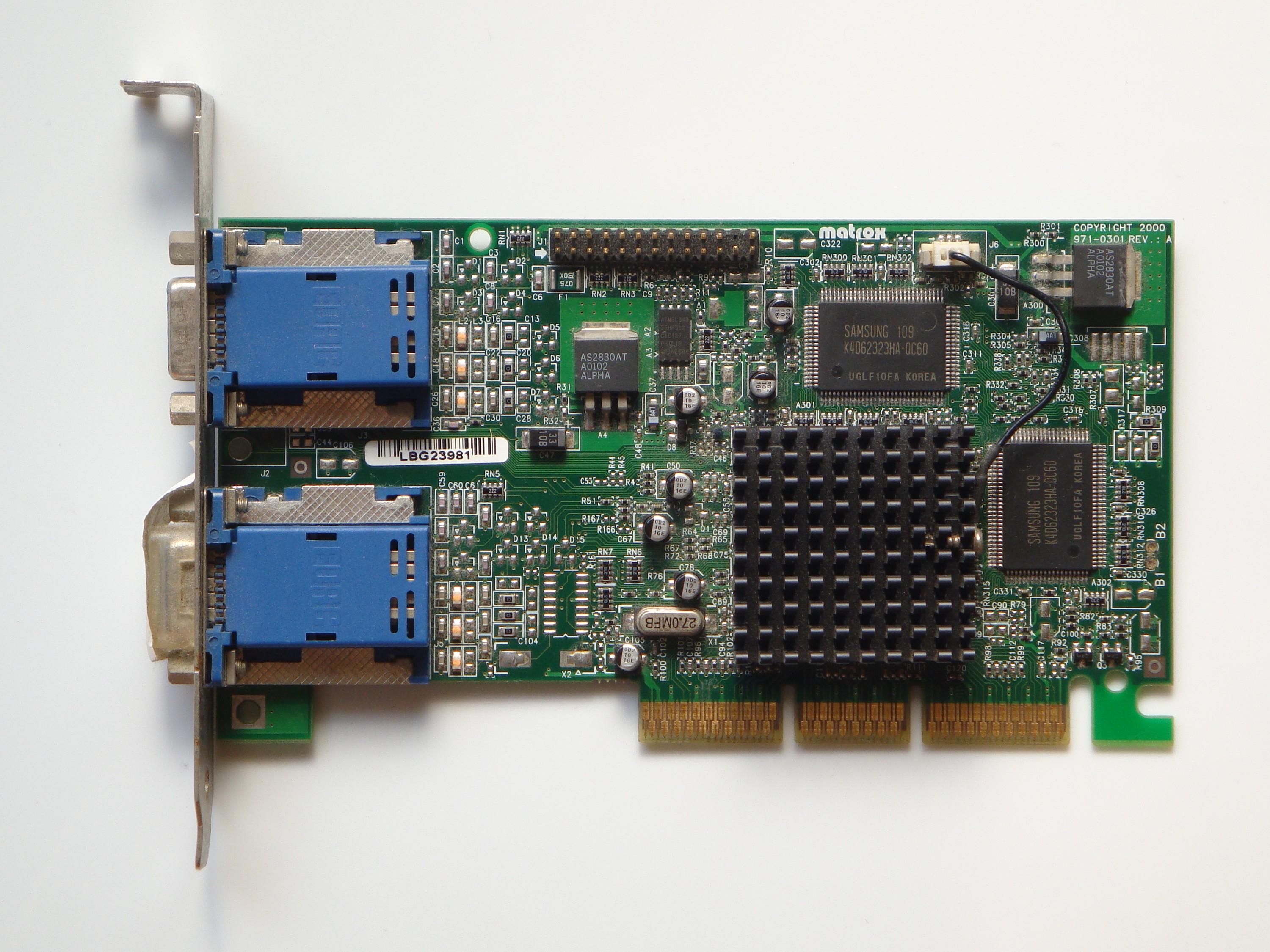
Millennium G450SH
セカンダリがシーリングされている。

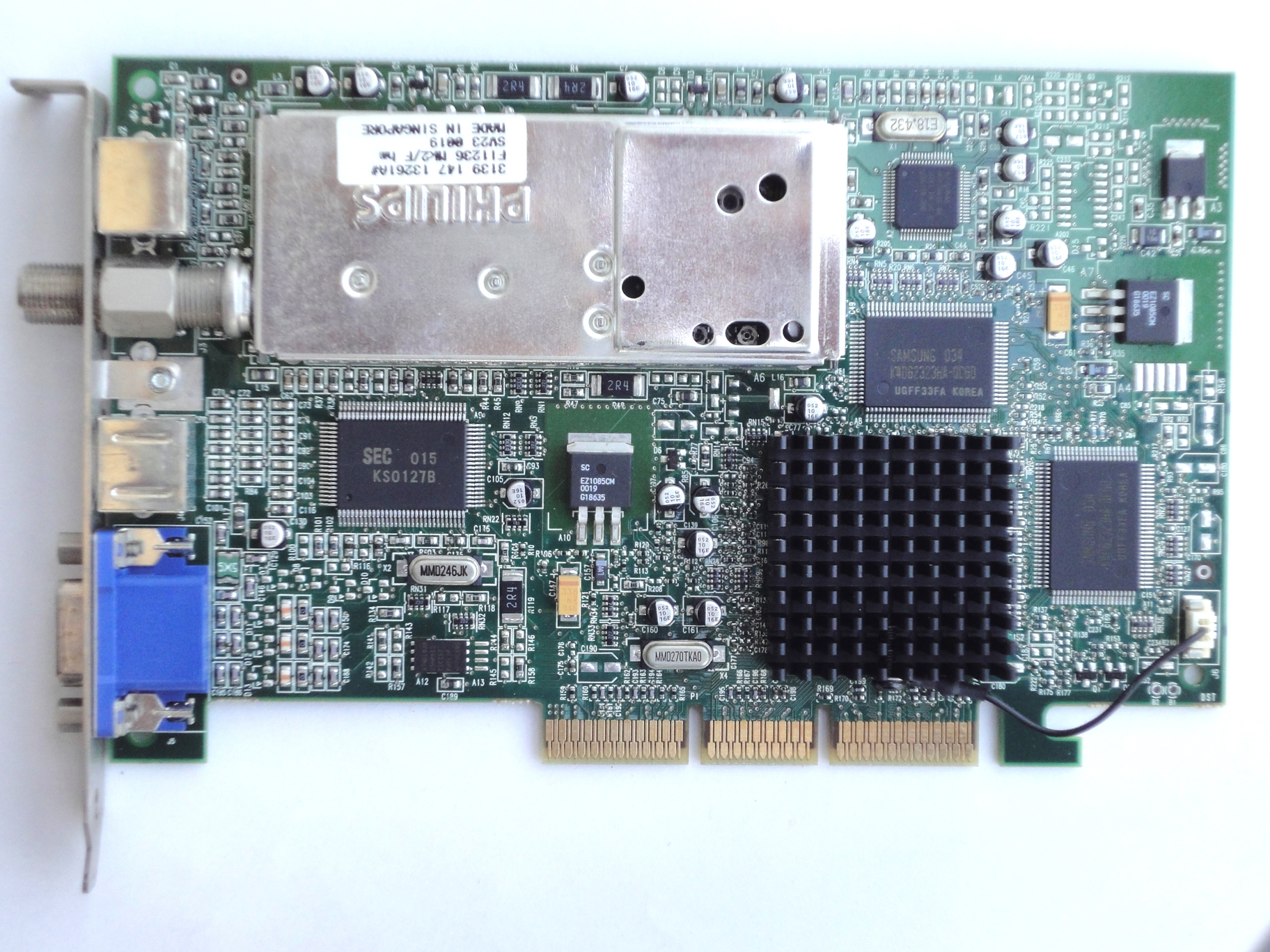
Marvel G450eTV

Millennium G450 DualHead
32MBのDDR-SDRAMを搭載しDualHeadに対応した基本モデル。メモリ容量はDDR-SDRAMを16MBまたは32MB。
Millennium G450 DualHead EX
TV出力ケーブルを別売化して省略した廉価版。メモリ容量はDDR-SDRAMを32MB。
Millennium G450 DualHead LX
コア・メモリクロックを低くした廉価版。メモリ容量はDDR-SDRAMを16MBまたは32MB。
Millennium G450 Single Head LX
LXのセカンダリ出力を無効とした廉価版。メモリ容量はDDR-SDRAMを16MB。
Millennium G450 DualHead LE
SDRAMを搭載した廉価版。メモリ容量はSDR-SDRAMを16MB。
Millennium G450 Low Profile
ロープロファイルに対応したモデル。出力がDVI-I×１となっている(DVI→Dsub15×2変換ケーブル付)。メモリ容量はDDR-SDRAMを32MB。
Millennium G450 DualHead PCI
PCIスロットに対応したモデル。Dsub15の2系統を搭載する。メモリ容量はDDR-SDRAMを16MB。
インテルチップセット以外には対応しない。
Millennium G450 DualHead DVI PCI
PCIスロットに対応したモデル。DVI-IとDsub15を1系統ずつ搭載(DVI→Dsub15変換コネクタ付)。メモリ容量はDDR-SDRAMを32MB。

### Marvel G450シリーズ
Marvel G450eTV
ビデオ入力機能とTVチューナーを搭載する。エンコード機能はソフトウェア。セカンダリ出力はTV-OUTのみとなる。メモリ容量はDDR-SDRAMを32MB。

### Millennium G450 MMSシリーズ
Millennium G450 Multi-Monitor (G450MMS)
MGA-G450を2つ搭載し、4画面出力を可能にした産業向けモデル。インターフェイスはPCI。メモリ容量は1基につきDDR-SDRAMを32MB。

## MGA-G550
MGA-G550は、MGA-G450の改良版として2001年に発表された。(つまりG400の改良の改良となる) MGA-G450と同じく0.18μmプロセスルールで製造される。主な改良点としてはTMDSトランスミッタを2つ統合し2系統のDVI-I出力に対応したことと、Head Casting Engineと呼ばれるハードウェアT&L機能を搭載したことである。しかしこのHead Casting EngineはTV会議などで使用することを想定した、同社の提供する専用アプリケーションからしか利用出来ず、一般的なゲームアプリケーションなどでは利用できない。性能的にはG450から若干の高速化が行われG400と同等になっているものの、すでに他社競合製品に対抗すべくも無い状況となっており「高画質2D専用のフレームバッファ」とまで言われるに至る。

しかしMGA-G550を搭載したMillennium G550はDVI出力を2系統備えたモデルが(比較的)安価に提供され、標準モデルも1系統のDVI出力を持つ点が評価され、G450同様にビジネス用途で長く販売されるベストセラーとなる。2006年には世界初のPCI Express 1x対応グラフィックカードであるMillennium G550 PCIeが発表された。

なおこのシリーズではキャプチャ機能やTVチューナー付モデルのMarvelシリーズはリリースされず、以後のラインナップから姿を消すこととなった。また最後まで残っていた機能拡張コネクタも、RTシリーズとの同期用接続コネクタがPCIe版からは省略され、以後MatroxのGPUからは姿を消すこととなった。

### Millennium G550シリーズ
Millennium G550
32MBのDDR-SDRAMを搭載し、アナログ×1＋DVI-I×1(DVI→miniDsub15変換コネクタ付)のDualHead機能を搭載した基本モデル。他に様々のバリエーションが存在する。
Millennium G550 EX
TV出力ケーブルを別売化して省略した廉価版。
Millennium G550 D32AD2 (DualDVI版)
ロープロファイルに対応し、LFH60という特殊コネクタを搭載。LFH60から付属ケーブルを使ってDVI2系統またはVGA2系統に出力するモデル。
Millennium G550 EX D32AD2 (DualDVI EX版,LowProfile AGP版)
DualDVI版からDVI-I×2系統出力ケーブルを別売化して省略した廉価版。
Millennium G550 Low-profile PCI (LowProfile PCI版)
DualDVI EX版をAGPからPCIに変更し、ロープロファイルPCIに対応させたモデル。
Millennium G550 PCIe (PCI Express版)
PCI Express 1xスロットに対応したモデル。DVI-I×2(DVI→miniDsub15変換コネクタ×1付)のDualHead機能を搭載。PCIe版からRTシリーズとの同期用拡張コネクタは廃止されている。
Millennium G550 LP PCIe (LowProfile PCI Express版)
PCI Express 1xスロットとロープロファイルに対応したモデル。DualDVI版と同じくLFH60という特殊コネクタを搭載。LFH60から付属ケーブルを使ってDVI-I×2系統(DVI→miniDsub15変換コネクタ×2付)に出力するモデル。
Millennium G550シリーズ (Kotrox版)
韓国代理店のKotroxが独自にライセンス生産していたもの。正規版とは基板の形など詳細が多少異なる。

### 関連製品
DVIケーブル
ロープロAGP版およびロープロPCI版用のDVI-I×2系統出力用オプションケーブル

### G550とG800の関係
G550の発表当初「MatroxはG400を大幅に改良し性能を高めたG800を後継製品として計画していたが、期待通りの性能が出なかったので型番を控えめにしてG550として出してきたのだ」という噂が流れた。しかし前述のようにMGA-G550はMGA-G400のマイナーチェンジ版であるMGA-G450の、さらにマイナーチェンジ版に過ぎず、G400の大幅な改良版とされるG800とは全くの別物である。結局、G400の次世代後継製品としては2002年のParhelia-512を待つこととなる。

## G400シリーズの表示機能

### Dual Head
G400シリーズに搭載されたDualHead機能は以下の各モードを持つ。いずれの機能もセカンダリとしてTV出力を利用できる。
| モード        | 機能                                                                             | 備考                              |  |
| ------------- | -------------------------------------------------------------------------------- | --------------------------------- |  |
| Clone         | プライマリと同じ画面をセカンダリに表示する。                                     |                                   |  |
| Multi Display | プライマリとセカンダリで単一または独立したデスクトップを表示する。               |                                   |  |
| Zoom          | プライマリで指定した任意の箇所をセカンダリに任意の倍率でフルスクリーン表示する。 | アンチエイリアス表示が可能。      |  |
| DVD MAX       | プライマリで表示している動画画像をセカンダリにフルスクリーン出力する。           | 対象となる動画はDVDに限定しない。 |  |

### 制限事項
- G400シリーズのDVI出力はSXGA解像度までしか対応していない。
- G400シリーズでは動画のアクセラレーションはSXGA解像度までしか対応していない。
- セカンダリでは3Dやオーバーレイなどのハードウェアアクセラレーション機能が利用できない。
- G400のみ、セカンダリはSXGA解像度までの対応となる。またプライマリとセカンダリで異なる解像度を指定できない。
- G450・G550においてはPOST画面のTV-OUTはできない。

## 仕様表
| チップ名 | インターフェース | メモリ            | メモリ       | メモリ         | 出力                 | 代表製品                       | 備考                                      |
| チップ名 | インターフェース | 搭載              | バス幅 (bit) | 最大 容量 (MB) | 出力                 | 代表製品                       | 備考                                      |
| -------- | ---------------- | ----------------- | ------------ | -------------- | -------------------- | ------------------------------ | ----------------------------------------- |
| MGA-G400 | AGP 4x           | SGRAM / SDRAM     | 128          | 32             | アナログ×2           | Millennium G400 Marvel G400TV  | 初期製品は 基板側でAGP2xに 制限されている |
| MGA-G450 | AGP 4x           | DDR-SDRAM / SDRAM | 64           | 32             | DVI-I×1 ＋アナログ×1 | Millennium G450 Marvel G450eTV | PCI版は ブリッジで対応                    |
| MGA-G550 | AGP 4x or PCIe1x | DDR-SDRAM         | 64           | 32             | DVI-I×2              | Millennium G550                | PCI版、PCIe版は ブリッジで対応            |

## シリーズ共通のオプション
Millennium テレビケーブル/DVDKit
G450/G550/P650専用のminiDsub15端子→S映像/コンポジットへの変換ケーブルと、DVD再生ソフトウェア「Matrox DVD Player」のセット。対応MillenniumシリーズとDVDドライブを装備したPCとTVを接続することで、TV画面でDVDを楽しむことができる。なお、G400シリーズが特殊な出力を備えているもので、他社のminiDsub15端子に接続しても映像を出力することはできない。